# Калюжний Володимир Віталійович
Володимир Віталійович Калюжний (5 липня 1972, Київ, Українська РСР) — український фехтувальник на шаблях, бронзовий призер чемпіонатів Європи у командній шаблі, триразовий учасник Олімпійських ігор.

## Біографія
Володимир Калюжний народився 5 липня 1972 року в Києві. Тренувався в клубі ЦСКА.
У 1986 році став чемпіоном СРСР серед юніорів та отримав спортивне звання майстра спорту СРСР. Найбільшим досягненням спортсмена, виступаючи за збірну СРСР, стала бронзова командна медаль Універсіади 1991 року.
Після розпаду СРСР почав виступати за збірну України. 
У 1996 році поїхав на Олімпійські ігри в Атланті. В першому поєдинку особистих змагань впевнено переміг Ельхана Маммадова з Азербайджану (15:5), але вже наступній сутичці поступився майбутньому бронзовому призеру, французу Дем'єну Туя (11:15). Він посів підсумкове 24-те місце. У командних змаганнях збірна України не була представлена.
У 1997 році вдруге стає бронзовим призером Універсіади в командних змаганнях шаблістів.
У липні 2000 року, разом з Вадимом Гутцайтом, Володимиром Лукашенко та Володимиром Христиком виграв командну бронзову медаль Чемпіонату Європи. У вересні цього ж року поїхав на Олімпійські ігри в Сіднеї. Особисті змагання склалися невдало: поступившись у першому поєдинку італійцю Тоні Теренці (10:15) посів підсумкове 25-те місце. 
Командні змагання також не були успішними: Калюжний, Гутцайт та Лукашенко програли в першому поєдинку збірній Франції (31:45). У втішній сутичці здолали збірну Італії (45:29), а у поєдинку за 5-те місце поступилися збірній Угорщини (43:45).
У 2004 році, разом з Олегом Штурбабіним, Володимиром Лукашенко та Владиславом Третяком вдруге став бронзовим призером Чемпіонату Європи в команді. У серпні 2004 року виступив на своїх третіх Олімпійських іграх. Після перемоги над росіянином Олексієм Дяченко (15:10), поступився білорусу Дмитру Лапкесу (9:15), посівши підсумкове 16-те місце. На старті командних змагань, збірна України мінімально поступилася збірній Італії (44:45), після чого перемогла збірну Греції (45:39), а у поєдинку за 5-те місце поступилася збірній Угорщини (40:45). Невдовзі після цих змагань завершив спортивну кар'єру.